# Pheidole excubitor
Pheidole excubitor (лат.) — вид муравьёв рода Pheidole из подсемейства Myrmicinae (Formicidae). Неотропика: Коста-Рика, Мексика. Мелкие муравьи (длина около 2 мм) желтовато-коричневого цвета (характерные для других членов рода Pheidole большеголовые солдаты у этого вида вдвое крупнее). На проподеуме имеются острые шипы. Тело покрыто кроткими и редкими щетинками. Усики рабочих и самок 12-члениковые (13 у самцов) с 3-члениковой булавой. Стебелёк между грудкой и брюшком состоит из двух члеников: петиолюса и постпетиолюса (последний четко отделен от брюшка). Мелкие рабочие: ширина головы — 0,70 мм, длина головы равна 0,74 мм, длина скапуса усика — 0,76 мм. Крупные рабочие (солдаты): ширина головы — 1,56 мм, длина головы равна 1,74 мм, длина скапуса усика — 0,84 мм. Сходны по строению с видами Pheidole alpinensis, Pheidole exarata, Pheidole zoster, Pheidole germaini, Pheidole grandinodus, Pheidole obrima, Pheidole rogeri, Pheidole stulta и Pheidole tristis из группы Pheidole tristis, отличаясь от них кроткими и редкими щетинками, скульптурой тела и окраской. Видовое название Ph. excubitor из-за относительно крупных солдат (греч. excubitor — охранник, страж).